# 埃爾阿羅米略
埃爾阿羅米略（西班牙語：El Aromillo），是巴拿馬的城鎮，位於該國中西部，由貝拉瓜斯省的卡尼亞薩斯區負責管轄，面積64.7平方公里，2010年人口1,359，人口密度每平方公里21人。